# 최진민
최진민(崔鎭玟, 1941년 10월 25일 ~ )은 대한민국의 기업인이다. 경상북도 청도군 출신이며, 호는 청민(靑旼), 본관은 경주이다. 공학박사로 보일러 관련 발명을 많이하여 보일러 분야에서 220건의 특허와 실용신안을 보유하고 있으며, 이런 공로로 2006년에는 서울대·한국공학한림원이 발표한 ‘한국을 일으킨 엔지니어 60인’에 선정됐다.

## 학력
- 대구공업고등학교
- 영남대학교

## 경력
- 귀뚜라미그룹 회장
- TBC 대표이사 회장

## 참조
1. ↑  “최진민 :: 네이버 인물검색”. 2015년 11월 21일에 원본 문서에서 보존된 문서. 2011년 10월 4일에 확인함.